# Swollen Members
Swollen Members je kanadská hiphopová hudební skupina. Vznikla v polovině devadesátých let ve Vancouveru a její původní sestavu tvořili Madchild (Shane Bunting), Prevail (Kiley Hendriks) a Moka Only (Daniel Denton). Své první album kapela vydala v roce 1999 a během následujících patnácti let vyšlo dalších osm desek. Řada jejich nahrávek se umístila v hitparádě časopisu Billboard. Skupina rovněž získala cenu Juno.

## Diskografie
- Balance (1999)
- Bad Dreams (2001)
- Monsters in the Closet (2002)
- Heavy (2003)
- Black Magic (2006)
- Armed to the Teeth (2009)
- Dagger Mouth (2011)
- Beautiful Death Machine (2013)
- Brand New Day (2014)